# Synelmis ewingi
Synelmis ewingi är en ringmaskart som beskrevs av Wolf 1986. Synelmis ewingi ingår i släktet Synelmis och familjen Pilargidae.
Artens utbredningsområde är Mexikanska golfen. Inga underarter finns listade i Catalogue of Life.